# Sam Mewis
Samantha June Mewis (født 9. oktober 1992) er en kvindelig amerikansk fodboldspiller, der spiller som angriber for North Carolina Courage i National Women's Soccer League og USA's kvindefodboldlandshold, siden 2014.
Hendes klubkarriere startede i 2013, da hun skrev under med australske Pali Blues i W-League, og skiftede i 2017 til amerikanske North Carolina Courage i National Women's Soccer League, hvor hun indtil videre har vundet tre mesterskaber.
Mewis fik debut på det amerikanske A-landshold i 24. januar 2014, i en venskabskamp mod Canada og Rusland.